# Crailsheim
Crailsheim (helyi tájszólásban [ˈgʀaːlsɘ]) város Németországban, azon belül Baden-Württembergben. A Schwäbisch Halli járáshoz tartozik, amelynek azonos nevű székhelyétől nagyjából 32 km-re keletre, a bajorországi Ansbachtól 40 km-re délnyugatra fekszik. Lakosainak száma 36 239 fő (2023. december 31.). Ezzel a járás második legnagyobb városa Schwäbisch Hall után.

## Népesség
A település népessége az elmúlt években az alábbi módon változott:
| Lakosok száma | 20 600 | 22 824 | 24 345 | 24 912 | 26 083 | 30 606 | 32 063 | 32 957 | 32 829 | 36 239 |
|               | 1961   | 1968   | 1974   | 1981   | 1987   | 1994   | 2000   | 2007   | 2013   | 2023   |

## Városrészek
A város a baden-wüttembergi közigazgatás szerint Große Kreisstadt, ami közvetlenül a járási székhely alá rendelt közigazgatási egység. Több község és falu tartozik hozzá, ezek:
- Crailsheim: Városmag, Altenmünster, Ingersheim és Rodmühle
- Goldbach: Goldbach; a volt Schönebürgi vár helye amely ma erdei rekreációs terület
- Westgartshausen: Lohr, Mittelmühle, Ofenbach, Oßhalden, Schüttberg, Wegses, Westgartshausen és Wittau valamint a mára megsemmisült Lohri vár
- Jagstheim: Alexandersreut, Burgbergsiedlung (újépítésű terület), Eichelberg, Jagstheim, Stöckenhof, Kaihof és Jakobsburg valamint a megsemmisült Pfannenburg-vár
- Onolzheim: Onolzheim és Hammerschmiede, Burgstall Onolzheim
- Roßfeld: Hagenhof, Ölhaus, Maulach, Roßfeld, Sauerbronnen és a részben lakónegyeddé átépített McKee Barracks volt amerikai katonai támaszpont, valamint a megsemmisült vízivár Flügelau
- Tiefenbach: Rüddern, Tiefenbach, Weidenhausen, Wollmershausen
- Triensbach: Buch, Erkenbrechtshausen, Heinkenbusch, Saurach, Triensbach és Weilershof

A városmag továbbá ezekre a városrészekre osztható:
- Belváros, amely a volt óváros területére korlátozódik
- Schießberg, amit a helyiek „Hexenbuckel-nek“ (Boszorkánypúp-nak) neveznek, északkeleten. A név az állítólagos, a középkorban a dombon történő boszorkányégetésekről kapta ezt az elnevezést
- Kreuzberg, egy az 1950-es évektől keleten és délen felépített városrész, amely mára a legnagyobb
- Türkei, "Törökország" egy városrész a belvárostól délre (a nevét valószínűleg a 19. századi vasútépítésre ezen a helyen felhúzott munkástábor körülményeiről kapta, nem az ott dolgozó vándormunkások nemzetiségéről)
- Fliegerhorst, a volt, 1945-ben lerombolt reptér helyén felépült városrész. Főleg ipari terület
- Sauerbrunnen, egy a háború után felépített telep az elcsatolt területekről elüldözötteknek nyugaton
- Roter Buck, főleg a 60-as és 70-es években felépült városrész északnyugaton

### Közigazgatási terület bővítése
- 1940 Április elseje: Ingersheim Altenmünsterrel és Rodmühlével
- 1971 Január elseje: Tiefenbach[2]
- 1971 Augusztus elseje: Onolzheim[2]
- 1972 Január elseje: Roßfeld[2]
- 1972 Március elseje: Jagstheim[2]
- 1973 Január elseje: Westgartshausen[2]
- 1975 Január elseje: Goldbach, Triensbach és Beuerlbach településrész Satteldorf községtől[3]

| Ingers- heim | Tiefen- bach | Onolz- heim | Roß- feld | Jagst- heim | Westgarts- hausen | Gold- bach | Triens- bach | Beuerl- bach |
| ------------ | ------------ | ----------- | --------- | ----------- | ----------------- | ---------- | ------------ | ------------ |

## Lakosság
Lakosságszám az akkor aktuális közigazgatási határokon belül. A számok becslések, népszámlálási eredmények (1) vagy az eljáró statisztikai hivatal lakhelyadataiból kerültek megállapításra (csak elsődleges lakhelyek).
| Év                   | Lakos       |
| -------------------- | ----------- |
| 1737                 | 2.400 körül |
| 1823                 | 2.688       |
| 1843                 | 3.012       |
| 1855                 | 2.854       |
| 1871 December 1.     | 3.688       |
| 1880 December 1. (1) | 4.642       |
| 1885                 | 4.710       |
| 1900 December 1. (1) | 5.251       |
| 1910 December 1. (1) | 6.101       |
| 1925 Június 16. (1)  | 6.420       |
| 1933 Június 16. (1)  | 6.444       |
| 1939 Május 17. (1)   | 8.940       |
| 1945 December        | 8.202       |

| Év                      | Lakos  |
| ----------------------- | ------ |
| 1950 Szeptember 13. (1) | 10.133 |
| 1961 Június 6. (1)      | 14.387 |
| 1970 Május 27. (1)      | 16.540 |
| 1975 December 31.       | 24.506 |
| 1980 December 31.       | 24.685 |
| 1987 Május 25. (1)      | 26.083 |
| 1990 December 31.       | 27.917 |
| 1995 December 31.       | 31.222 |
| 2000 December 31.       | 32.063 |
| 2005 December 31.       | 32.574 |
| 2010 December 31.       | 33.021 |
| 2011 Május 9. (1)       | 32.303 |
| 2015 December 31.       | 33.768 |

(1) Népszámlálási eredmény